# Championnats du monde d'Ironman 1996
Navigation
Édition précédente Édition suivante
Les championnats du monde d'Ironman 1996 se déroule le 26 octobre 1996 à Kailua-Kona dans l'État d'Hawaï. Ils sont organisés par la World Triathlon Corporation.

## Résultats du championnat du monde

### Hommes
| Pos.     | Temps           | Nom               | Pays       | Détail temps | Détail temps | Détail temps    | Détail temps | Détail temps    |
| Pos.     | Temps           | Nom               | Pays       | Natation     | T1           | Cyclisme        | T2           | Course à pied   |
| -------- | --------------- | ----------------- | ---------- | ------------ | ------------ | --------------- | ------------ | --------------- |
|          | 8 h 04 min 08 s | Luc Van Lierde    | Belgique   | 51 min 36 s  | 0 min 00 s   | 4 h 30 min 44 s | 0 min 00 s   | 2 h 41 min 48 s |
|          | 8 h 06 min 07 s | Thomas Hellriegel | Allemagne  | 54 min 22 s  | 0 min 00 s   | 4 h 24 min 50 s | 0 min 00 s   | 2 h 46 min 55 s |
|          | 8 h 18 min 57 s | Greg Welch        | Australie  | 51 min 23 s  | 0 min 00 s   | 4 h 35 min 43 s | 0 min 00 s   | 2 h 51 min 51 s |
| 4        | 8 h 24 min 37 s | Peter Reid        | Canada     | 54 min 22 s  | 0 min 00 s   | 4 h 30 min 33 s | 0 min 00 s   | 2 h 59 min 42 s |
| 5        | 8 h 28 min 31 s | Dave Scott        | États-Unis | 53 min 16 s  | 0 min 00 s   | 4 h 49 min 55 s | 0 min 00 s   | 2 h 45 min 20 s |
| 6        | 8 h 30 min 45 s | Alexander Taubert | Allemagne  | 55 min 31 s  | 0 min 00 s   | 4 h 42 min 52 s | 0 min 00 s   | 2 h 52 min 22 s |
| 7        | 8 h 34 min 55 s | Péter Kropkó      | Hongrie    | 54 min 14 s  | 0 min 00 s   | 4 h 48 min 12 s | 0 min 00 s   | 2 h 52 min 29 s |
| 8        | 8 h 35 min 29 s | Jean Moureau      | Belgique   | 55 min 40 s  | 0 min 00 s   | 4 h 41 min 55 s | 0 min 00 s   | 2 h 57 min 54 s |
| 9        | 8 h 35 min 56 s | Jan van der Marel | Pays-Bas   | 59 min 48 s  | 0 min 00 s   | 4 h 37 min 54 s | 0 min 00 s   | 2 h 58 min 14 s |
| 10       | 8 h 36 min 08 s | Matthias Klumpp   | Allemagne  | 56 min 57 s  | 0 min 00 s   | 4 h 47 min 12 s | 0 min 00 s   | 2 h 51 min 59 s |
| Source : |                 |                   |            |              |              |                 |              |                 |

### Femmes
| Pos.     | Temps           | Nom                | Pays       | Détail temps    | Détail temps | Détail temps    | Détail temps | Détail temps    |
| Pos.     | Temps           | Nom                | Pays       | Natation        | T1           | Cyclisme        | T2           | Course à pied   |
| -------- | --------------- | ------------------ | ---------- | --------------- | ------------ | --------------- | ------------ | --------------- |
|          | 9 h 06 min 49 s | Paula Newby-Fraser | États-Unis | 55 min 30 s     | 0 min 00 s   | 5 h 01 min 34 s | 0 min 00 s   | 3 h 09 min 45 s |
|          | 9 h 11 min 19 s | Natascha Badmann   | Suisse     | 1 h 00 min 41 s | 0 min 00 s   | 4 h 53 min 47 s | 0 min 00 s   | 3 h 16 min 51 s |
|          | 9 h 19 min 13 s | Karen Smyers       | États-Unis | 54 min 11 s     | 0 min 00 s   | 5 h 02 min 33 s | 0 min 00 s   | 3 h 22 min 29 s |
| 4        | 9 h 22 min 12 s | Wendy Ingraham     | États-Unis | 51 min 30 s     | 0 min 00 s   | 5 h 06 min 44 s | 0 min 00 s   | 3 h 23 min 58 s |
| 5        | 9 h 26 min 42 s | Ute Mückel         | Allemagne  | 51 min 27 s     | 0 min 00 s   | 5 h 16 min 57 s | 0 min 00 s   | 3 h 18 min 18 s |
| 6        | 9 h 28 min 22 s | Fernanda Keller    | Brésil     | 1 h 02 min 08 s | 0 min 00 s   | 5 h 09 min 16 s | 0 min 00 s   | 3 h 16 min 58 s |
| 7        | 9 h 31 min 34 s | Heather Fuhr       | Canada     | 1 h 01 min 12 s | 0 min 00 s   | 5 h 16 min 02 s | 0 min 00 s   | 3 h 14 min 20 s |
| 8        | 9 h 48 min 14 s | Lori Bowden        | Canada     | 1 h 08 min 04 s | 0 min 00 s   | 5 h 28 min 00 s | 0 min 00 s   | 3 h 12 min 10 s |
| 9        | 9 h 50 min 34 s | Krista Whelan      | États-Unis | 1 h 03 min 47 s | 0 min 00 s   | 5 h 10 min 23 s | 0 min 00 s   | 3 h 36 min 24 s |
| 10       | 9 h 51 min 15 s | Juliana Nievergelt | États-Unis | 54 min 09 s     | 0 min 00 s   | 5 h 19 min 54 s | 0 min 00 s   | 3 h 37 min 12 s |
| Source : |                 |                    |            |                 |              |                 |              |                 |